# Of Vengeance and Violence
Of Vengeance and Violence è il terzo album in studio della band metalcore Dry Kill Logic, pubblicato nel 2006 dalla Repossession Records.

## Tracce
1. L5 (Prologue)
2. My Dying Heart
3. 4039
4. Caught in a Storm
5. From Victim to Killer
6. The Innocence of Genius
7. Boneyard
8. Kingdom of the Blind
9. Dead Mans Eyes
10. Confidence Vs Consequences
11. Breaking the Broken
12. Lying Through Your Teeth
13. In Memoria Di